# Вдруг охотник выбегает
«Вдруг охотник выбегает» — книга Юлии Яковлевой в жанре исторического детектива, вторая книга серии «Хранить вечно. Криминальное ретро Юлии Яковлевой». 
Действие книги происходит в 1930 году в Ленинграде на фоне зарождающегося террора и массовых чисток в Смольном, Эрмитаже на Путиловском заводе. Но рядом идет иная жизнь, советские граждане не перестают воровать, ревновать и убивать. Уголовный розыск продолжает раскрывать преступления, его сотрудники сами находятся под риском арестов, боятся и ненавидят своих более высокопоставленных соратников-чекистов.